# 化学的酸素要求量
化学的酸素要求量（かがくてきさんそようきゅうりょう、COD, Chemical Oxygen Demand）とは、水中の被酸化性物質を酸化するために必要とする酸素量で示したものである。代表的な水質の指標の一つであり、酸素消費量とも呼ばれる。

## 概要
CODは排水基準に用いられ、海域と湖沼の環境基準に用いられている。CODの値は、試料水中の被酸化性物質量を一定の条件下で酸化剤により酸化し、その際使用した酸化剤の量から酸化に必要な酸素量を求めて換算したものであり、単位は mg/L（またはppm）を使用する。被酸化物質には、各種の有機物と亜硝酸塩、硫化物などの無機物があるが、おもな被酸化物は有機物である。そのため、CODが高いほど有機物量が多いといえる。類似した指標にBODがあるが、BODとの違いは、CODが有機物と無機物、両方の要求酸素量であるのに対し、BODは生物分解性有機物のみの酸素要求量であるという点である。また、CODは30分～2時間程度の短期間で求められるのに対し、BODは長い時間（20度の暗所に5日間保存）を要するため、CODがBODの代替指標として用いられることもある。
有機物が多く水質が悪化した水ほどCODは高くなるが、還元性の無機物によってもCODは高くなるため一概に水質が悪いとは言い切れない。また、酸化剤の種類と濃度、酸化時の温度や時間、有機物の種類や濃度によっても測定値が異なることがあるため、一義的にCODを比較することは難しい。
一方、過去国内における環境施策として、生活工業排水の水質規制や農業の肥料使用抑制、畜産業の家畜糞尿の適正処理などの陸域負荷削減に努めてきているが、海域のCOD濃度は低下せずに横這いの状況であり、陸域負荷削減の効果は海域のCOD濃度には表れていない。この要因は海域に普遍的に発生する植物プランクトンなどが有機物として検出されることによる。

## 日本におけるCOD
日本の環境基準等において使用される酸化剤は、測定に長時間を要するBODの代替指標との意味合いから、比較的酸化力が弱く生物分解性有機物の酸化に近い過マンガン酸カリウムによる酸性高温過マンガン酸法 (CODMn) が採用されている。
これに対して、有機物全量を推定するものとして、強力な酸化剤である二クロム酸カリウムによる二クロム酸法 (CODCr) がある（二クロムの二は漢数字の2。かつては、重クロム酸カリウムと呼ばれた）。
日本においてCODMnを採用したことには、生物分解不可能な有機物質は「酸素消費」という環境問題の原因物質でないことから、環境基準をはじめとして環境規制の対象としなかったとの経緯がある。また、典型的な環境問題、公害問題として六価クロム汚染があるなか、この六価クロム（二クロム酸カリウムはその一つ）を使用する測定方法を採用しにくかったこともCODMn採用の消極的理由とされる。このように、様々な解釈や評価のあるCODMnであるが、特にCODMnと長期間BOD（例えばBOD20）などとの間には、その水中の物質、物質構成によってはその測定値に相当の開きがあることもあり、その代替指標性について疑問が呈せられる場合がある。
また、有機炭素を簡易に測定できるTOCが普及したことにより、CODCrに替わり特に学術的にはTOCが全有機物を表す指標として採用される状況にある。

## 酸化剤の種類による測定方法の種類
CODCr（二クロム酸法、二クロム酸カリウムによる酸素要求量）
欧米で広く用いられる方法で、最も酸化力が強いためほぼ全量の有機物が分解される。このため、2時間還流による加熱操作が必要となる。また、塩化物イオンによる影響を防ぐため、硫酸銀 (Ag2SO4) を用いる。
CODMn（酸性高温過マンガン酸法、100℃における過マンガン酸カリウムによる酸素要求量）
日本における法定試験方法であるため、国内で最も広く用いられる。この方法は、検査水を混合した5 mmol/L過マンガン酸カリウム溶液を沸騰水で30分間熱したときに酸化された過マンガン酸カリウムの量を測定することで、消費された酸素の量を算出する。塩化物イオンによる影響を防ぐため、硝酸銀 (AgNO3) を用いる。有害物質のクロムを使用しない、測定操作が短時間などのメリットはあるが、酸化力が弱くCODCrよりも低い数値となることが多い。
CODOH（アルカリ性過マンガン酸カリウムによる酸素要求量）
塩化物イオンが多い海水などに用いられる方法。
COD-アルカリ性（アルカリ性100℃における過マンガン酸カリウムによる酸素要求量）
硝酸銀を使用する必要がなく、CODOHと比べて残留する過マンガン酸カリウムの滴定が簡素なため、海水の混入する恐れがある場所で日常的に試験を行う場合に用いられる。
COD-硫酸銀（硫酸銀を用いる100℃における過マンガン酸カリウムによる酸素要求量）
過マンガン酸カリウムを酸化剤として用いた時、塩化物イオンによる影響を防ぐため、硝酸銀の代わりに硫酸銀を用いる方法。